# Горленки (рід)
Го́рленки — козацько-старшинський, згодом дворянський, рід.
Згідно з сімейною легендою походили з Угорщини. Засновник роду козак Прилуцького полку Лазар Горленко (? — †1687) — полковник прилуцький (1659, 1661-62, 1664-68, 1672-77, 1678, 1680-87). Царським указом пожалуваний у дворяни (1665). Страчений козаками у липні 1687 року під час бунту в Кримському поході.

## Найвідоміші представники

### Військові
- Дмитро Горленко — прилуцький полковник (1692–1708), гетьман наказний (1705);
- Андрій Дмитрович — бунчуковий товариш (1708). Разом із І.Мазепою та Карлом XII виїхав до міста Бендери, 1709 повернувся в Україну, невдовзі був репресований і проживав у Москві під наглядом (1709-15). Брав участь у Гілянському поході 1726 (на південно-західному узбережжі Каспійського моря в Ірані).
- Яким Горленко (рік народження невідомий — †близько 1758) — український військовий діяч, знатний військовий товариш (1715), бунчуковий товариш(1725). Брав участь у походах Низового корпусу (1725). Командував загоном бунчукових товаришів, що виступив із Сулака (1726). З 1729 року Яким — генеральний хорунжий. В 1737 році під час кримського походу — наказний гетьман, згодом — генеральний суддя (1741, 1745);
- Петро Якимович — бунчуковий товариш (1742-76), прилуцький полковник (1767-72, 1773, 1776).
- Андрій Андрійович — бунчуковий товариш (1743), полтавський полковник (1743-74).

### Духовенство
- Павло Дмитрович (чернече ім'я — Пахомій) закінчив Київську академію. 1715 року прийняв чернечий постриг, став ієродияконом. 1725 року висвячений у сан ієромонаха Києво-Печерської лаври (1709-31).
- Яким Горленко (чернече ім'я — Йоасаф; *1705 — †1754) — церковний і освітній діяч, письменник. Внук Лазаря Горленка і Данила Апостола. В 1725 році закінчив Київську Академію, після чого рукоположений у ієродиякона в Києво-Братському Богоявленському монастирі і призначений викладачем Київської академії (1731), згодом — ієромонах і екзаменатор Київської архієпископії (1735). В 1737 році став ігуменом Лубенського Мгарського монастиря. Намісник Троїце-Сергієвої лаври (1745). 3 1748 року білгородський і обоянський єпископ. Дбав про розвиток освіти в Україні. Автор драми «Брань честныхъ седми добродѣтелей зъ седми грѣхами смертными…» (1737). Канонізований 1911 РПЦ як преподобний, дні пошанування святого 4 вересня (ст. ст.), 10 груд. (ст. ст.).

### Інші
- Василь Горленко (*1853 — †1907) — український письменник і мистецтвознавець.

Нащадки з роду Горленків поповнювали ряди бунчукових і військових товаришів, сотників, військових канцеляристів, служили в російській армії (див., зокрема, Петро Горленко), були статськими чиновниками. Наприкінці 18 ст. — нобілітовані в дворянство. Рід Горленків було внесено в губернські родовідні книги Російської імперії (опубліковано 1798–1816, 5-та частина).